# 1598

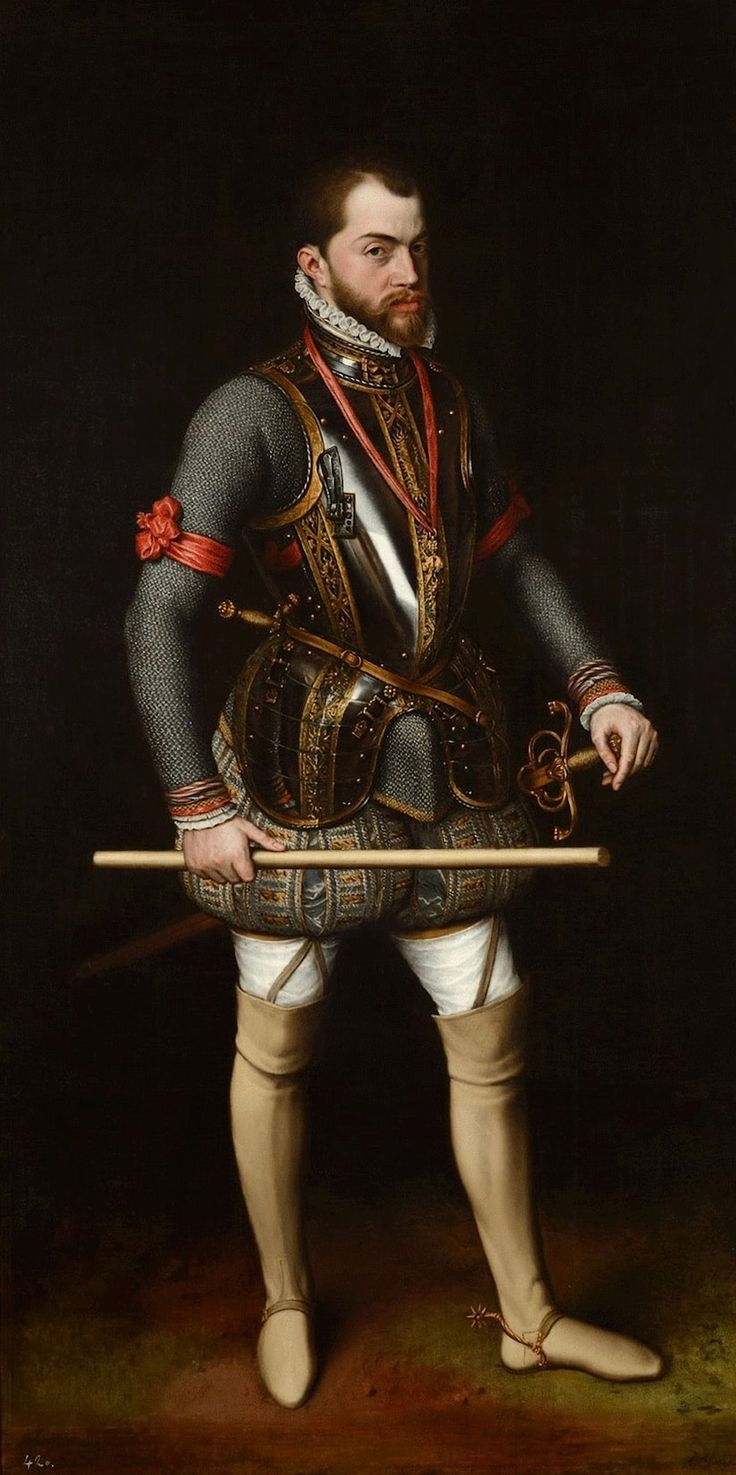
Filips II van Spanje, overleden in 1598

Het jaar 1598 is het 98e jaar in de 16e eeuw volgens de christelijke jaartelling.

## Gebeurtenissen
begin 1598: * De Compagnie van Verre fuseert met de Nieuwe Compagnie uit 1597 tot Oude Compagnie.
januari
- 15 - Koning Hendrik IV van Frankrijk stuurt een gouverneur naar Nieuw-Frankrijk.

februari
- 21 - In Rusland trekt een godsdienstige processie onder leiding van de patriarch van Moskou naar Boris Godoenov om hem de tsarentroon aan te bieden.

maart
- 23 - Graaf Maurits geeft zijn thesaurier Jasper van Kinschot opdracht, om de vesting Willemstad aan de waterzijde te laten versterken.

april
- 13 - Ondertekening van het Edict van Nantes, waarbij de Franse koning Hendrik IV de hugenoten godsdienstvrijheid garandeert.

mei
- 2 - koninkrijk Frankrijk sluit met Spanje de Vrede van Vervins.
- 6 - Filips II bepaalt in de Akte van Afstand, dat de Nederlanden na zijn dood niet zullen overgaan op zijn zoon Filips III, maar op zijn dochter, de Infante Isabella. Hij hoopt zo alsnog een vreedzaam einde te maken aan de opstand in de Lage Landen.
- 30 - De Spanjaard Juan de Oñate begint aan het hoofd van een expeditielegertje met de kolonisatie van New Mexico.

juni
- 27 - Uit de haven van Rotterdam vertrekt De Liefde samen met De Hoop, de Blijde Boodschap, de Geloof en de Trouw op een reis, die het schip naar Japan zal brengen.

augustus
- 9 - Nederlandse zeevaarders bezetten het Portugese eiland Principe.

september
- 1 - Boris Godoenov, zwager van de overleden Fjodor I, wordt gekroond tot tsaar aller Russen.
- 13 - Filips III volgt zijn vader Filips II op als koning van Spanje.
- 13 - Olivier van Noort vertrekt uit de haven van Rotterdam met zijn schepen. Hij zal de eerste Nederlander worden die een reis rond de wereld maakt.
- 17 - Vijf schepen van de "Tweede schipvaart", die door een storm uit koers zijn geraakt, komen bij een onbewoond eiland. Vice-admiraal Wybrand van Warwijck stuurt twee verkenners aan land.
- 20 - De bemanning van de vijf schepen gaat van boord op het eiland, en men noemt het naar Maurits van Nassau, de latere prins van Oranje: Mauritius.

oktober
- 14 oktober - Nadat een kanonskogel de kruittoren in Rheinberg treft, volgt een grote explosie, de stad capituleert en valt in handen van Francesco de Mendoza en het Spaanse Rijk.

november
- 5 - Albrecht en Isabella doen hun Blijde Intrede in Mechelen.
- 26 - De Portugezen verdrijven de Nederlanders van het eiland Principe.

december
- 25 en 26 - In Rome bereikt de Tiber de hoogste waterstand die ooit werd gemeten in de stad, en wel tot 19,56 meter boven de haven van Ripetta.

zonder datum
- Piet Hein raakt in Spaanse gevangenschap en wordt galeislaaf.
- Henricus Stromberg, rector van de Latijnse school in Oldenzaal, publiceert zijn "Super de victa Tubantia".
- In Amsterdam wordt de "Kamer van Assurantie" opgericht ter verzekering van de risico's met name van de zeevaart.
- Eerste tulp in Frankrijk.
- Juan de Oñate begint met de kolonisatie van New Mexico.
- De Nederlandse predikant Johannes Wier publiceert het boek “Gründlicher Bericht von Zauberey und Zauberern” tegen heksenvervolging en marteling.
- Isfahan wordt de hoofdstad van Perzië.

## Beeldende kunst

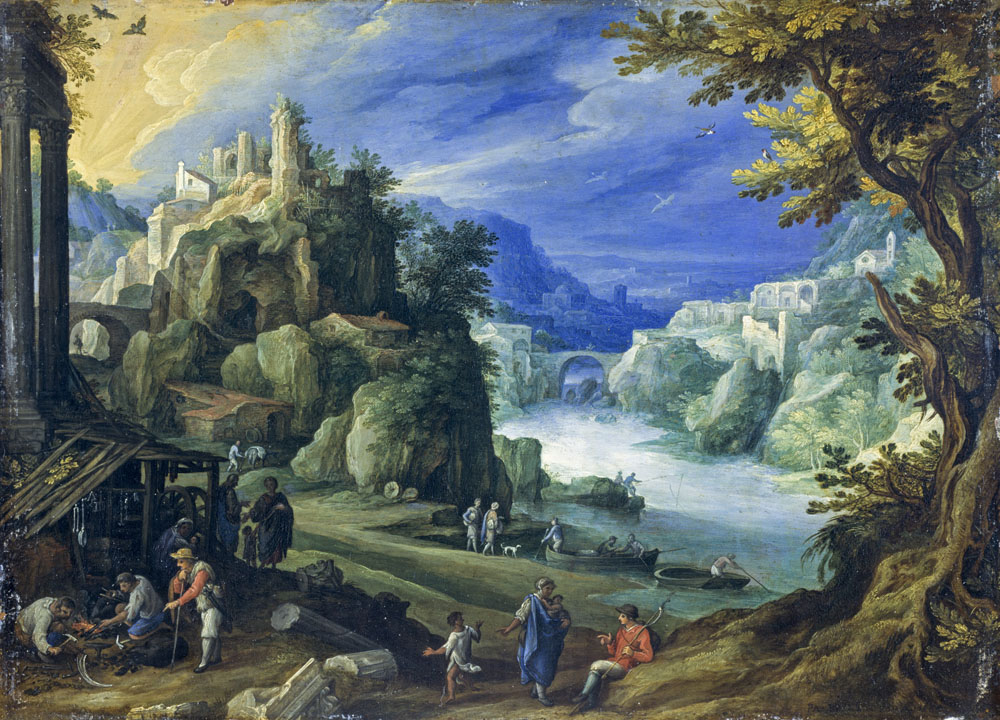
Fantastisch berglandschap (1598) Paul Bril

## Bouwkunst

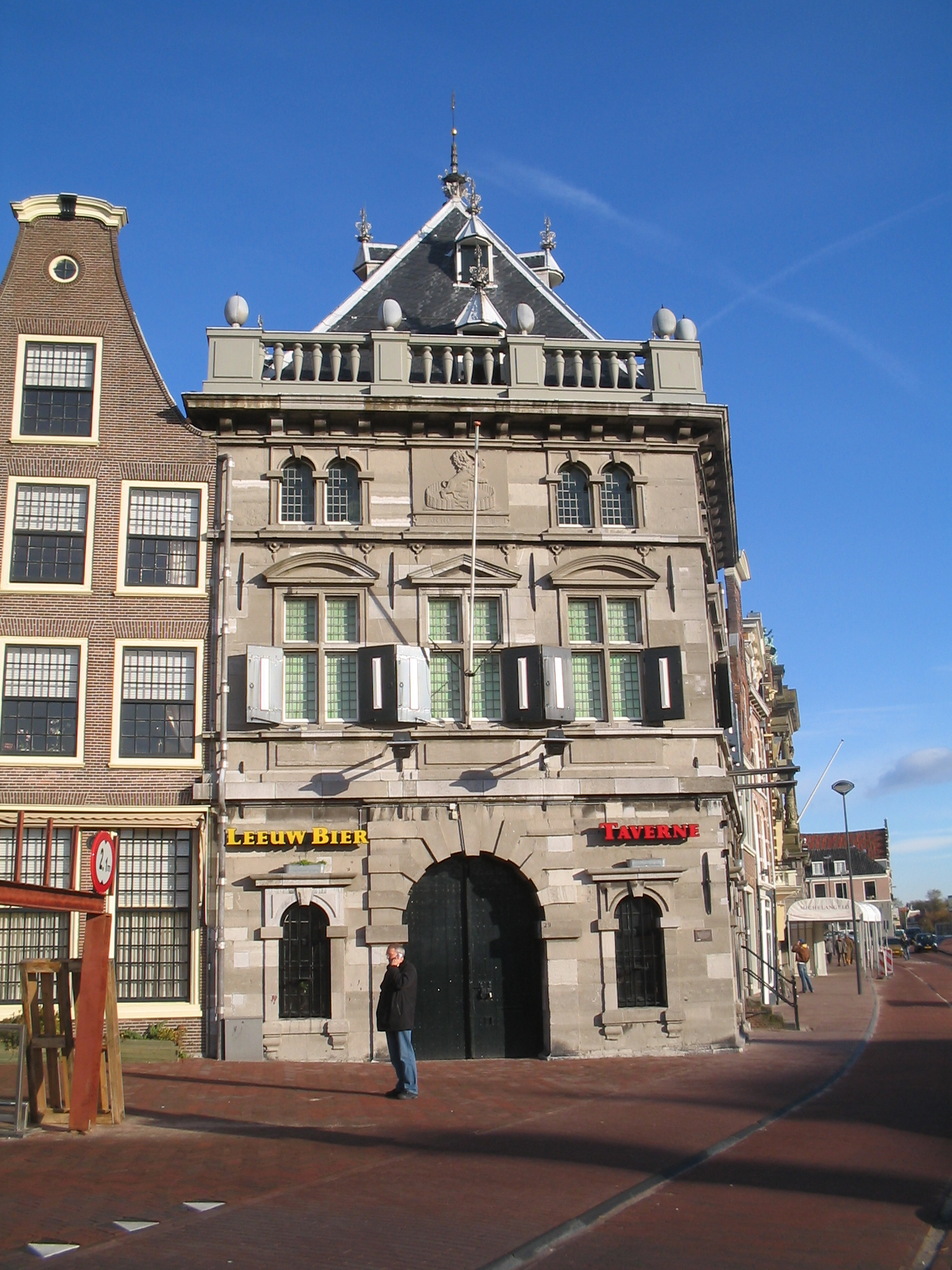
Waag (Haarlem) (1598) Lieven de Key

## Geboren
april
- ca. 23 - Maarten Harpertszoon Tromp, Nederlandse zeeheld (overleden 1653)

december
- 7 - Gian Lorenzo Bernini, Italiaans architect en beeldhouwer (overleden 1680)

## Datum onbekend
- John Atherton, bisschop en eerste ter dood veroordeelde onder de Buggery Law die hij zelf in Ierland hielp invoeren (overleden 1640)

## Overleden
januari
- 6 - Tsaar Fjodor I van Rusland (40)

februari
- 10 - Anna van Oostenrijk (24), koningin-gemalin van Polen en Zweden

september
- 13 - Filips II van Spanje (71), koning van Spanje
- 18 - Toyotomi Hideyoshi (62), Japans Kampaku (regent)

december
- 15 - Filips van Marnix van Sint-Aldegonde (58), Zuid-Nederlands schrijver, diplomaat en geleerde